# Kandeh (ort i Ardabil)
Kandeh (persiska: كنده, كَندِه كَندی) är en ort i Iran.   Den ligger i provinsen Ardabil, i den nordvästra delen av landet, 500 km nordväst om huvudstaden Teheran. Kandeh ligger 1 521 meter över havet och antalet invånare är 459.
Terrängen runt Kandeh är huvudsakligen kuperad, men västerut är den bergig. Terrängen runt Kandeh sluttar norrut. Runt Kandeh är det ganska tätbefolkat, med 56 invånare per kvadratkilometer. Närmaste större samhälle är Gonchūbeh, 15,8 km sydväst om Kandeh. Trakten runt Kandeh består i huvudsak av gräsmarker.